# Tűzvirágfa
A tűzvirágfa vagy lángfa (Delonix regia) a hüvelyesek (Fabales) rendjébe, ezen belül a pillangósvirágúak (Fabaceae) családjába tartozó faj.

## Előfordulása
A tűzvirágfa az egyik leggyakoribb díszfa; Madagaszkárról származik.

## Megjelenése
Legfeljebb 15 méter magas, de többnyire kisebb fa. Széles ernyő alakú koronát növeszt. Levelei kétszeresen szárnyaltak. Levele 30-50 centiméter hosszú, páfrányszerűen finoman tagolt, a körülbelül 1 centiméter hosszú levélkék száma a több százat elérheti. A levelek szórt állásúak; a száraz évszakban lehullhatnak, de csak rövid időre. Virága narancs- vagy skarlátvörös, 10-15 centiméteres; 5, kívül zöld, belül vörös csészelevéllel és 5 részben fehér vagy sárga színű, kárminpiros foltokkal. A virág közepén 10 hosszú, vörös szálú porzó és egy bibeszál van. A legtöbb virág a száraz évszak végén, az új levelekkel együtt jelenik meg, valóban szinte lángba borítva a fát. Termése feketésbarna, lapított, 30-60 centiméter hosszú, 4-7 centiméter széles, csüngő, többnyire kissé görbült és keresztben bordázott, fásodó hüvely, amely a következő virágzásig a fán marad.

## Egyéb
A tűzvirágfa az egyik legfeltűnőbb trópusi fa. Jóllehet diadalútja a világ körül csak a 19. század közepén kezdődött, sok helyütt már úgy tűnik, mintha honos volna. Megporzását főként nappali lepkék végzik, de más rovarok, sőt madarak is felkeresik a virágokat. Az apró levélkék alkonyatkor összecsukódnak.

## Képek

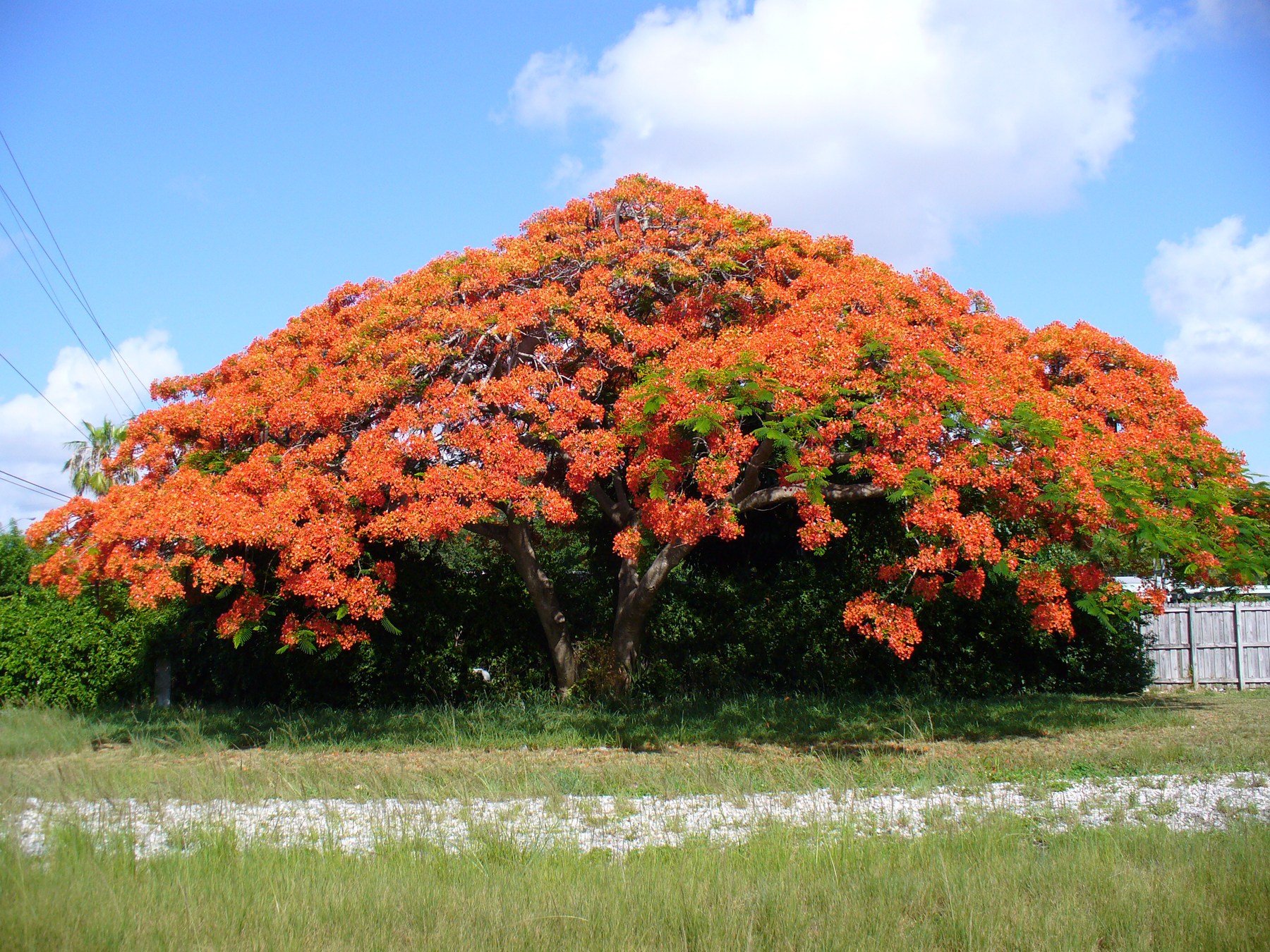
A növény
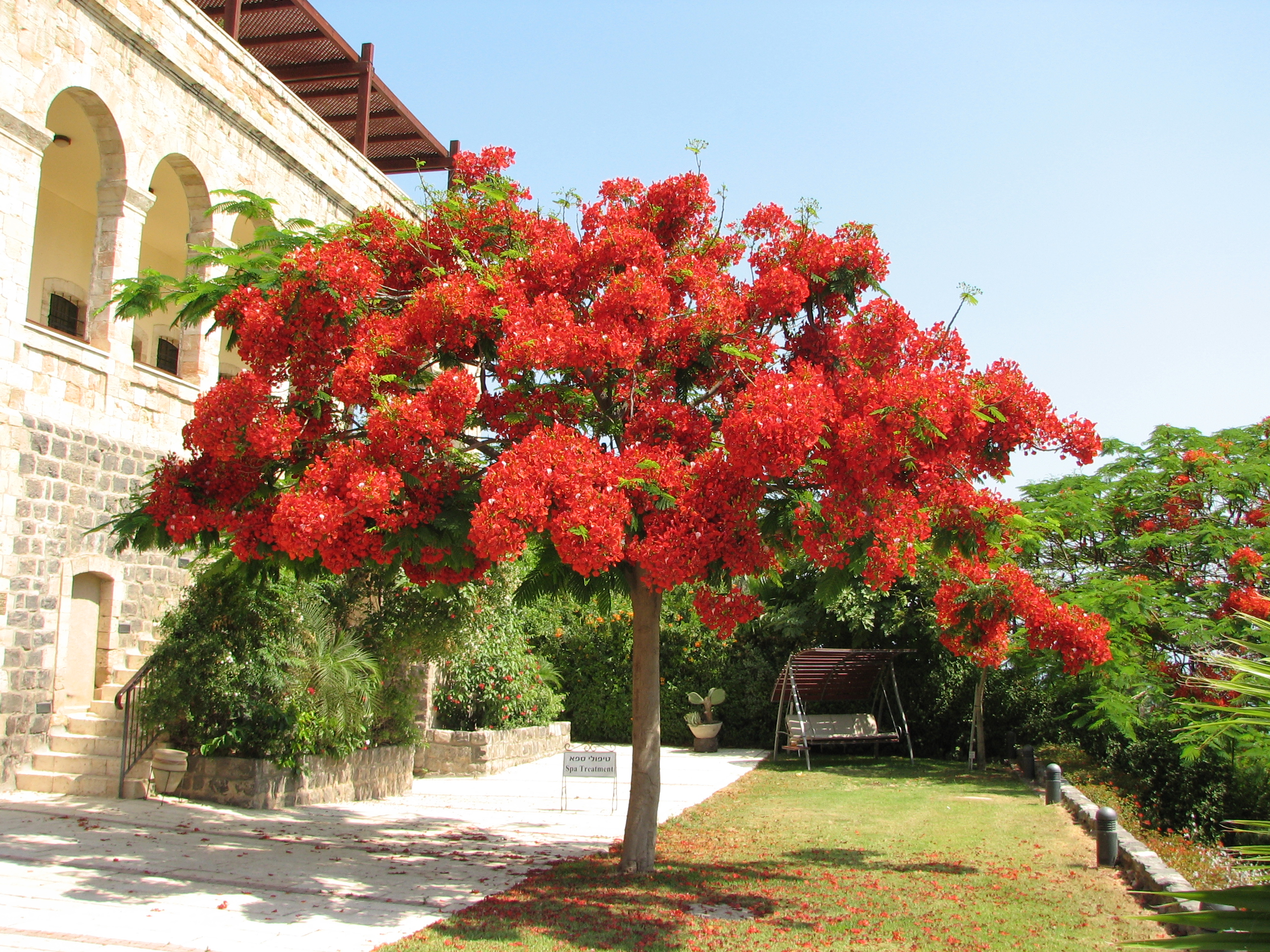
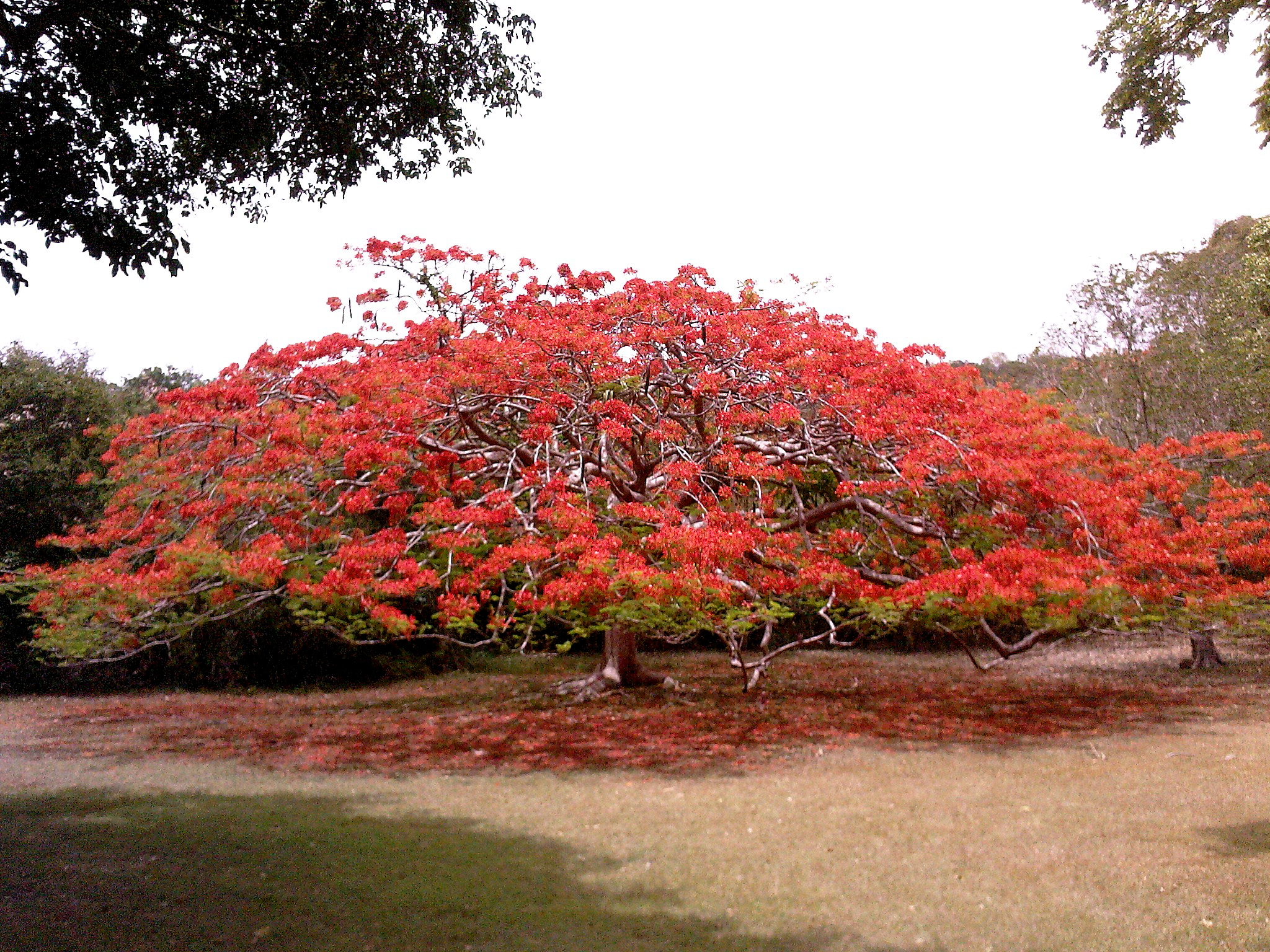
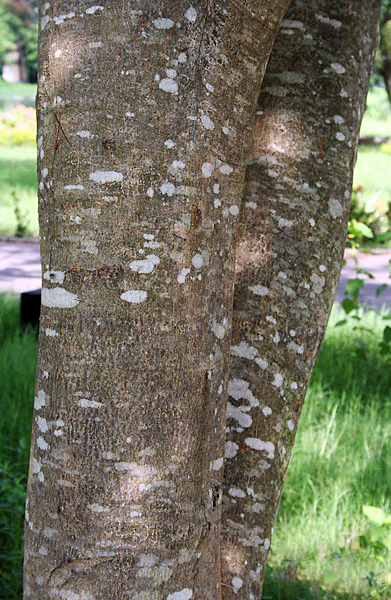
Kérge
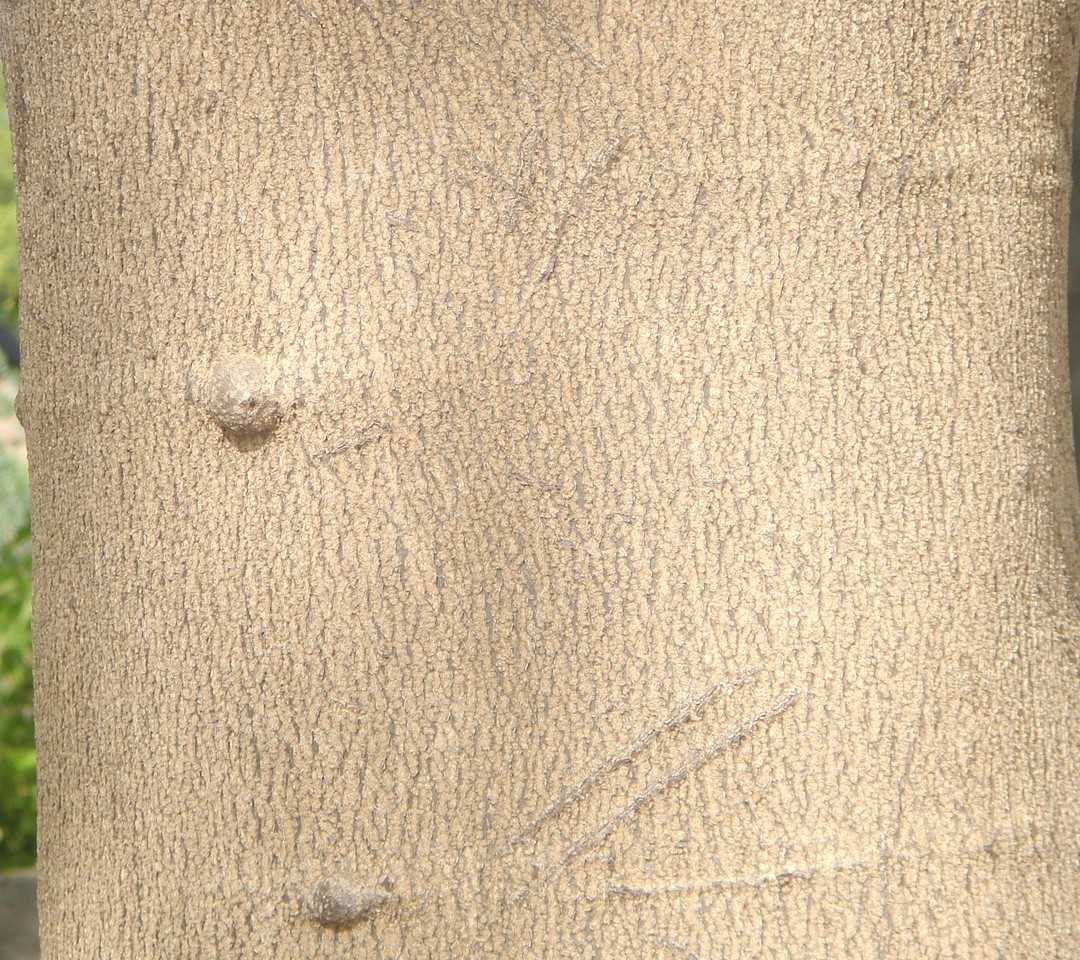
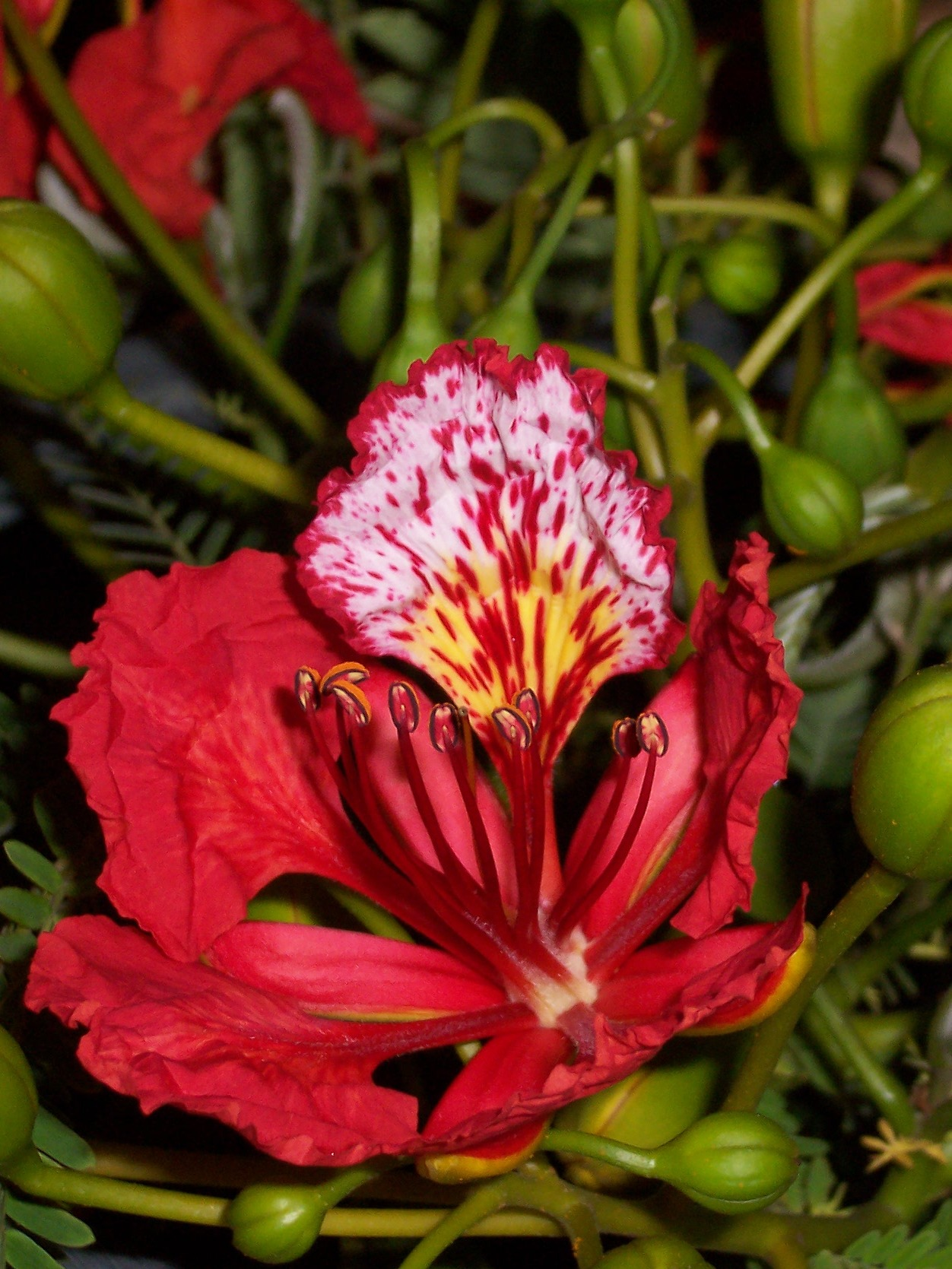
Virága
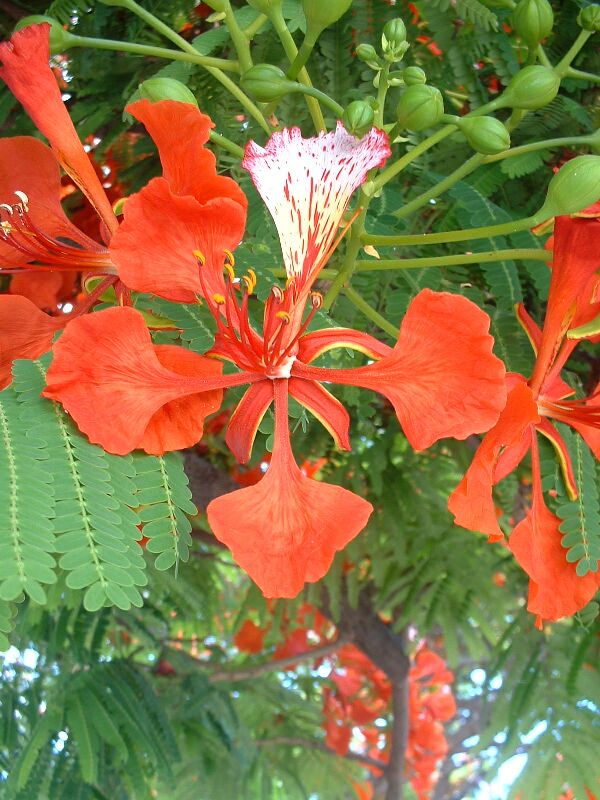
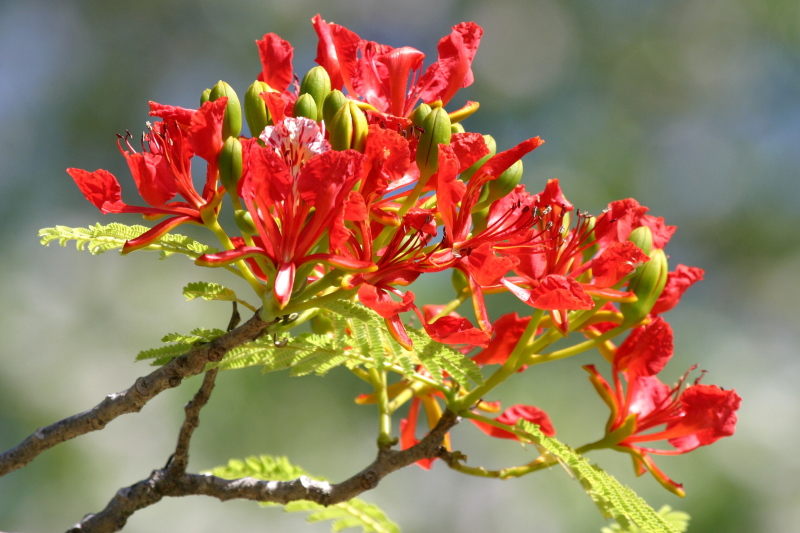
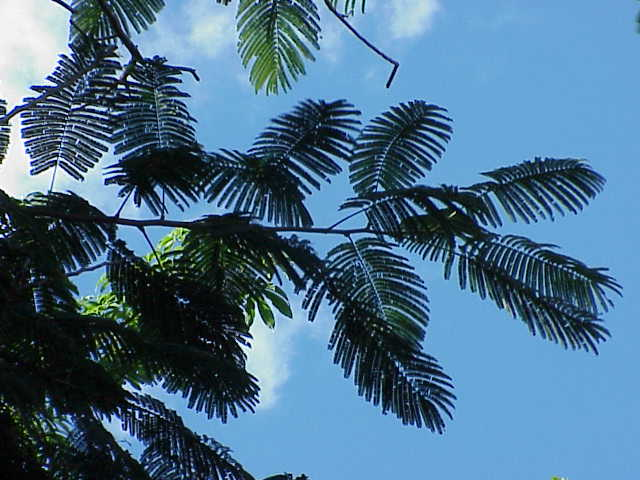
Levélzete
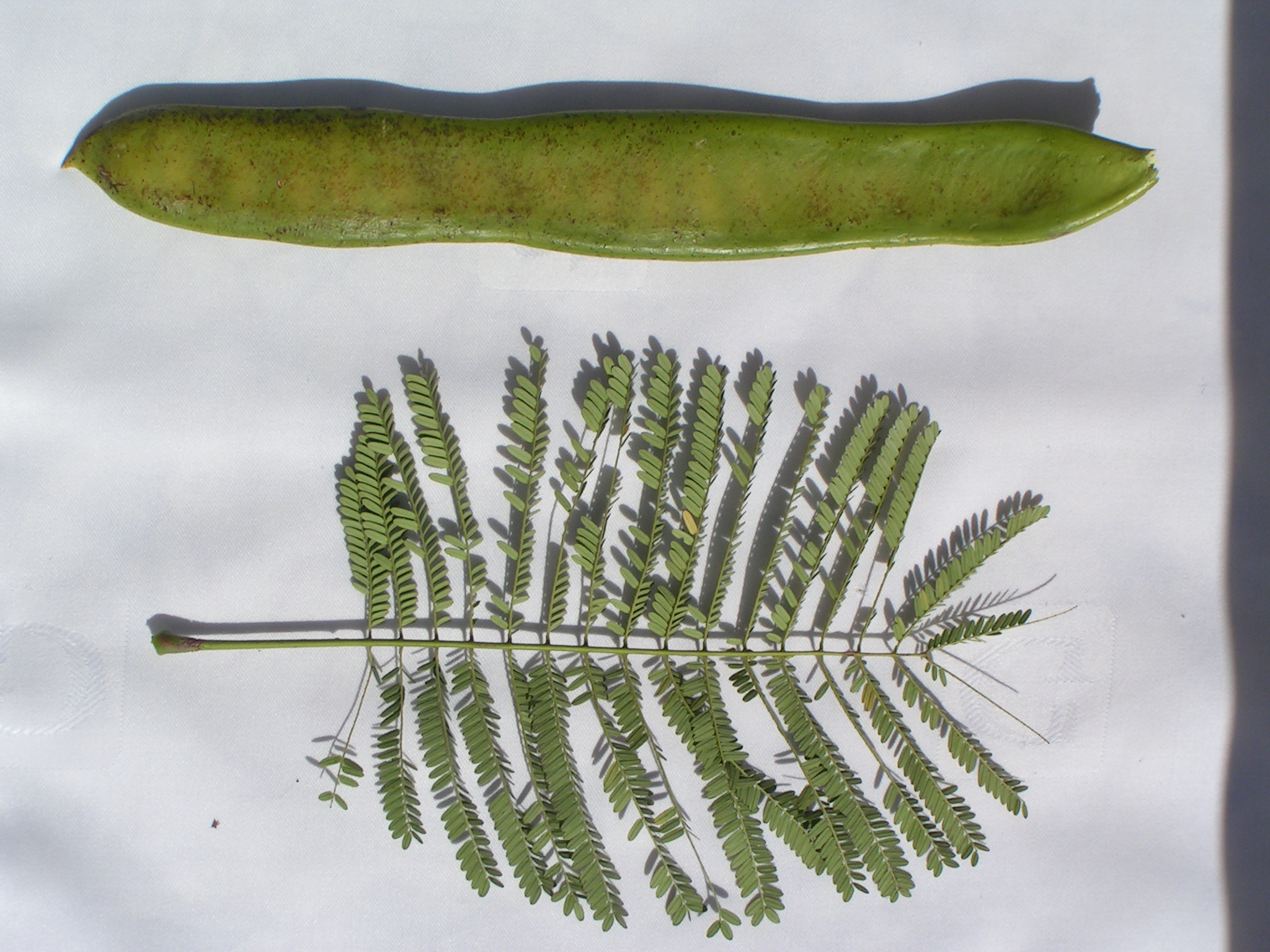
Levele és termése
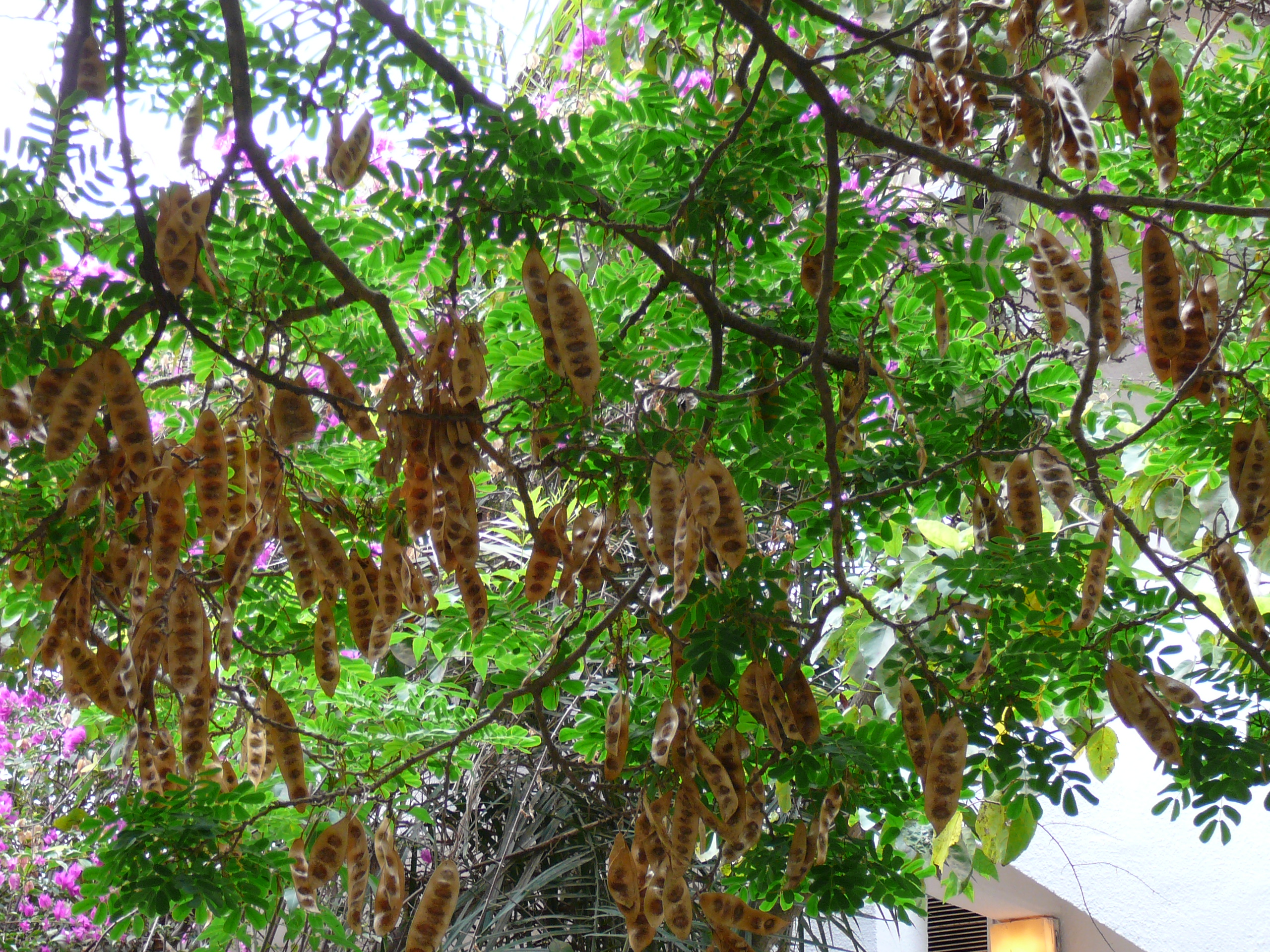
Termései
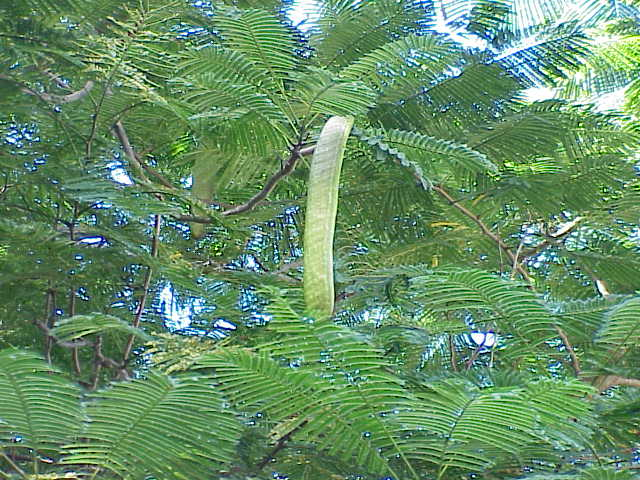
Érettlen termése
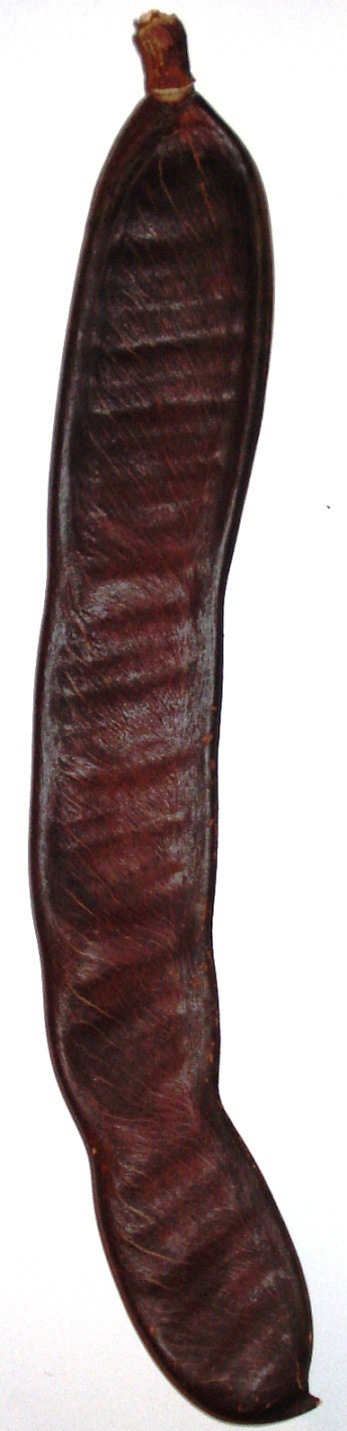
és érett termése
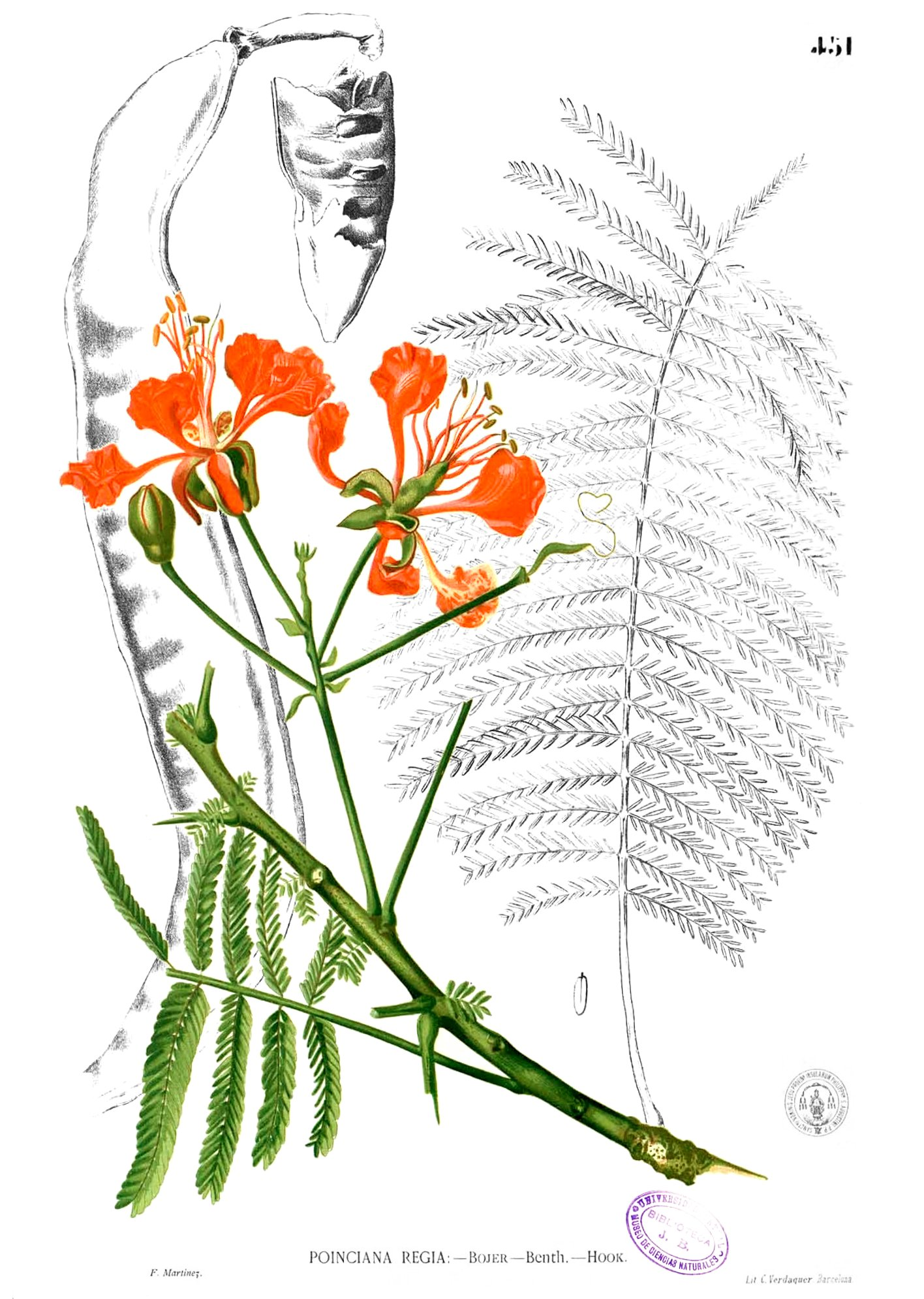
Rajzok a virágokról, levelekről
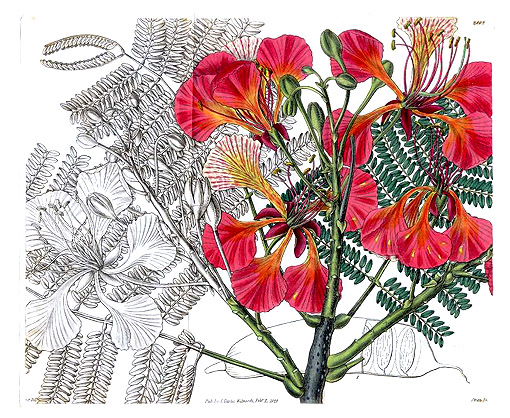